# Pricomia rhodoventra
Pricomia rhodoventra là một loài bướm đêm trong họ Noctuidae.